# 鳞虫
鳞虫是中国古代对动物的一种分类。古代的中国人将动物统称为“虫”，并将其依照体表特征分为五类：毛虫、羽虫、介虫、鳞虫和倮虫。其中的鳞虫是指体表被鳞片覆盖的动物，包括鱼类和爬行类。最早有关鳞虫的记载见于汉代的《大戴礼记》中。其中认为鳞虫和介虫（体表有甲壳覆盖的动物）都是阴气所生，“夏食冬蛰”。鳞虫中最优秀的种类是龙（“鳞虫之精者曰龙”）。
中国古代书籍划分自然物种时，也常使用五虫的称呼来辅助分类。比如明代李时珍的《本草纲目》中就有“鳞部”四章。李时珍在文中将鳞虫分为水、陆两类，并且将“无鳞鱼”、虾、海马、海豚等都包括在鳞虫类中。

## 五行
五行学说中，五虫与五行相对应。其中鳞虫属水，主春季。